# Nick Bollettieri
Nick Bollettieri, właściwie Nicholas James Bollettieri (ur. 31 lipca 1931 w Pelham, zm. 4 grudnia 2022 w Bradenton) – amerykański trener i nauczyciel tenisa ziemnego, którego wychowankami byli m.in. liderzy rankingów: Andre Agassi, Boris Becker, Jim Courier, Marcelo Ríos, Martina Hingis, Jelena Janković, Monica Seles, Marija Szarapowa, Venus i Serena Williams. Pracował także m.in. z: Tommym Haasem, Anną Kurnikową, Jimmym Ariasem i Nicole Vaidišovą.

## Życiorys
Był absolwentem Spring Hill College w Mobile w stanie Alabama (rocznik 1953), z licencjatem w filozofii. Po odbyciu służby wojskowej w United States Army, gdzie awansował na porucznika (First Lieutenant), w 1956 podjął się instruktażu tenisa ziemnego, przerywając permanentnie studia prawnicze na Uniwersytecie Miami. Pierwszymi wychowankami Bollettieriego byli m.in. Sheryl Smith i Brian Gottfried. Założył swoją pierwszą szkołę tenisową przy prywatnym liceum z internatem, Wayland Academy, w Beaver Dam w stanie Wisconsin.
Był odpowiedzialny za tenis w Dorado Beach Hotel w Portoryko w latach 70., gdy hotel był stowarzyszony w sieci Rockefeller. Jego trenerem-asystentem tamże był Julio Moros, długoletni współpracownik jeszcze w późniejszej Szkole Tenisowej w Bradenton na Florydzie. Ten okres w Dorado nie zaowocował światowej klasy wychowankami, chociaż Boris Becker gościł w hotelu i zagrał mecz charytatywny w pobliskim Cerromar Beach Hotel, siostrzanym obiekcie Dorado Beach Hotel.
Przenosząc się do Longboat Key na Florydzie w 1977, Bollettieri pracował jako instruktor dla Colony Beach and Tennis Resort. W 1981 założył Szkołę Tenisową Nicka Bollettieriego (Nick Bollettieri Tennis Academy) w Bradenton na Florydzie, na 40-akrowej działce (161 874 m²) na obszarze wiejskim hrabstwa Manatee na zachodnim brzegu Florydy (Zatoka Meksykańska), ok. 80 km (50 mil) na południe od centrum miasta Tampa. W 1987 Szkołę Tenisową przejęła firma IMG, lecz Bollettieri nadal odgrywał ważną rolę w rozwoju szkoły i nauczaniu.
Bollettieri uczył i udzielał się publicznie jako mówca, w tym celu podróżował międzynarodowo. Był redaktorem ds. instrukcji czasopisma „Tennis Magazine”. Napisał i nakładem wydawnictwa HarperCollins wydał autobiografię pt. My Aces, My Faults, wspólnie z redaktorem sportowym i pisarzem Dickiem Schaapem (1934-2001).
W 2004 wraz z żoną Cindi założył Camp Kaizen, pięciotygodniowy obóz treningowy na zasadzie non-profit dla dziewcząt w wieku od 9 do 14 lat z nadwagą.
W 2014 został przyjęty do Międzynarodowej Tenisowej Galerii Sławy.
Ożenił się z Cindi (Eaton) Bollettieri 22 kwietnia 2004. Miał pięcioro dzieci.